# Opeatogenys
Opeatogenys — рід риб родини присоскоперових (Gobiesocidae). Представники роду зустрічаються на сході Атлантики та у Середземному морі.

## Класифікація
Рід містить 2 види: 
- Opeatogenys cadenati Briggs, 1957
- Opeatogenys gracilis (Canestrini, 1864)